# 氷川きよし・演歌名曲コレクション8〜玄海船歌〜
『氷川きよし・演歌名曲コレクション8〜玄海船歌〜』は、日本の演歌歌手氷川きよしのアルバムである。2008年5月21日発売。発売元はコロムビアミュージックエンタテインメント。

## 収録曲
1. 玄海船歌(5:03) 
作詩: 松井由利夫
作曲: 水森英夫
編曲: 伊戸のりお
2. 天竜しぐれ(4:24) 
作詩: 仁井谷俊也
作曲: 杜奏太朗
編曲: 伊戸のりお
3. 夜汽車(4:22)
作詩: 菅麻貴子
作曲: 宮下健治
編曲: 前田俊明
4. 杏の花咲く里(4:08)
作詩: 下地亜記子
作曲: 桧原さとし
編曲: 石倉重信
5. 北愁(4:48)
作詩: 松井由利夫
作曲: 杜奏太朗
編曲: 伊戸のりお
6. 祭り囃子(4:30)
作詩: 下地亜記子
作曲: 大谷明裕
編曲: 前田俊明
7. 涙を抱いた渡り鳥(3:33)
作詩: 星野哲郎
作曲: 市川昭介
編曲: 石倉重信
オリジナル歌唱: 水前寺清子
8. 未練の波止場(3:28)
作詩: 松井由利夫
作曲: 水時富士夫
編曲: 石倉重信
オリジナル歌唱: 松山恵子
9. 東京だョおっ母さん(3:39)
作詩: 野村俊夫
作曲: 船村徹
編曲: 石倉重信
オリジナル歌唱: 島倉千代子
10. アカシアの雨がやむとき(3:46)
作詩: 水木かおる
作曲: 藤原秀行
編曲: 石倉重信
オリジナル歌唱: 西田佐知子
11. 石狩挽歌(3:56)
作詩: なかにし礼
作曲: 浜圭介
編曲: 石倉重信
オリジナル歌唱: 北原ミレイ
12. 恋は神代の昔から(2:51)
作詩: 星野哲郎
作曲: 市川昭介
編曲: 石倉重信
オリジナル歌唱: 畠山みどり